# De la Savane (stanice metra v Montréalu)
De la Savane je jedna z 31 stanic oranžové linky montrealského metra (Côte-Vertu – Montmorency), jejíž celková délka je 30 km. Ve směru od Côte-Vertu je tato stanice v pořadí třetí, ve směru od Montmorency dvacátá devátá. Stanice leží v hloubce 19,4 m. Její vzdálenost od předchozí stanice Du Collège činí 1 281,69 metrů a od následující stanice Namur 786,70 metrů.

## Historie
Stanice De la Savane byla otevřena 9. ledna 1984, ve stejný den jako stanice Du Collège a Namur.

## Vzhled stanice
Stanici projektovali architekti Guy de Varennes a Almas Mathieu. Svá umělecká díla zde umístili jak tito dva projektanti stanice, tak rovněž umělec Maurice Lemieux.

## Umístění
Stanice se nachází v montrealském městském obvodu (francouzsky arrondissement) Côte-des-Neiges–Notre-Dame-de-Grâce.
Pokud jde o její umístění v rámci oranžové linky, jde o její západní větev. Z hlediska stáří je tedy součástí druhé etapy rozšiřování této linky, která se odehrála postupně v několika fázích v letech 1980-1986.
Větší část východní větve oranžové linky byla zprovozněna v průběhu roku 1966, s výjimkou rozšíření stanice Henri-Bourassa o přídavné nástupiště v roce 2007. Jde o celkem 15 stanic východní části linky. Zbývající tři stanice postavené ve třetí fázi rozšiřování linky se všechny nacházejí za severním ramenem řeky svatého Vavřince ve městě Laval. Jsou to stanice Cartier, De la Concorde a Montmorency.